# Maximilian von Feder
Maximilian Christan Feder, seit 1858 von Feder, (* 31. März 1802 in Absberg; † 28. Januar 1869 in Augsburg) war ein bayerischer Generalleutnant sowie von 1855 bis 1859 Ministerresident in Griechenland.

## Leben
Feder war der Sohn eines Finanzrates. Nach dem Besuch des Münchner Kadettenhaus trat er am 12. Oktober 1822 als Unterleutnant in das Artillerie-Regiment der Bayerischen Armee. Ab Januar 1832 war er zunächst für ein Jahr bei der Kommandantschaft Rosenberg und kam anschließend als Aufsichtsoffizier zur Gewehrfabrik Haselmühle. Am 18. Juni 1833 wurde Feder zur Verwendung bei der Organisation des für den griechischen Dienst geworbenen bayerischen Hilfskorps beordert, das sich anlässlich der Regentschaft des wittelsbacher Prinzen Otto als König von Griechenland bildete. Zwecks Übertritts in griechische Dienste Ende Juli 1833 temporär aus der Bayerischen Armee entlassen, wurde er als Oberleutnant bei der Artillerie der Griechischen Armee angestellt, stieg bis Mitte Januar 1834 zum Major auf und kam im Februar des Folgejahres als Oberstleutnant zum Generalstab der Armee.
Ende September 1841 nahm Feder seinen Abschied, kehrte nach Bayern zurück und wurde Ende Juni 1842 als Hauptmann im 1. Artillerie-Regiment der Bayerischen Armee wieder angestellt. Am 18. Oktober 1844 erfolgte seine Versetzung zum Generalquartiermeisterstab, bevor er ein Jahr später unter Beförderung zum Major im 4. Jäger-Bataillon in den Truppendienst zurücktrat. Nach einer fünfmonatigen Verwendung im Infanterie-Leib-Regiment wurde Feder am 9. Oktober 1849 als Oberstleutnant und Kommandeur in das 4. Jäger-Bataillon rückversetzt. Ab dem 23. Juli 1851 war er dann als Oberst Kommandant des Infanterie-Regiments „Zandt“.
Nachdem man ihn Ende Dezember 1854 in außerordentlicher Mission nach Athen beordert hatte, um den diplomatischen Verkehr zwischen den Souveränen von Bayern und Griechenland fortzuführen, wurde Feder am 21. Juni 1855 zum bayerischen Ministerresidenten am griechischen Hof ernannt. Er avancierte Ende Januar 1856 zum Generalmajor. In Würdigung seiner Dienste verlieh ihm König Maximilian II. Joseph am 1. Januar 1858 das Ritterkreuz seines Verdienstordens, womit die Erhebung in den persönlichen Adelsstand verbunden war. Für das ihm vom griechischen König verliehene Großkomturkreuz des Erlöser-Ordens erhielt Feder am 28. Februar 1858 die Erlaubnis zur Annahme erteilt.
Ende Dezember 1858 wurde Feder aus Griechenland abberufen und am 1. Januar 1859 zum Kommandanten der Haupt- und Residenzstadt München ernannt. Daran schloss sich Ende April 1859 eine Verwendung als Kommandeur der 4. Infanterie-Brigade an. In dieser Funktion war er Ende des Jahres in eine Kommission zur Bearbeitung der Vorschriften für den Unterricht in den Waffenübungen der Infanterie nach München berufen. Vom 4. April 1861 bis zum 22. Januar 1862 war er Kommandeur der 1. Infanterie-Brigade. Anschließend erfolgte unter Beförderung zum Generalleutnant die Ernennung zum General-Kommandanten von Augsburg. Während des Krieges gegen Preußen führte Feder seinen nunmehr als 2. Infanterie-Division bezeichneten Großverband 1866 in den Kämpfen bei Kissingen, Helmstadt und Roßbrunn. Dafür wurde ihm mit Armeebefehl vom 20. August 1866 das Großkomturkreuz des Militärverdienstordens verliehen.
Feder starb in Ausübung seines Dienstes nach vierwöchiger Krankheit am 28. Januar 1869 an Herzlähmung.